# 1940年新四军编制序列

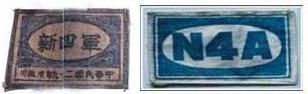
新四军臂章

1940年新四军编制序列，为列举1940年冬中华民国国民革命军陆军新编第四军的编制序列。
根据国共两党达成的协议，1937年10月，江西、福建、广东、湖南、湖北、河南、浙江、安徽等八省的红军和游击队改编为国民革命军陆军新编第四军，简称新四军，团结抗日。该部队仍归属中共中央军事委员会直接领导与指挥。1941年皖南事变后，国民政府取消了新四军的建制，但新四军仍然存在。直到1947年初，中共中央军委才正式将新四军部队改编为中国人民解放军。
新四军自建制以来逐步进行扩编，至1940年冬，新四军下辖新编第一、第二、第三支队、江南指挥部、江南人民抗日救国军东路指挥部、江南人民抗日救国军西路指挥部、江北指挥部、苏北指挥部、豫鄂挺进纵队，共计88744人。

## 背景
1940 年春，中共中央、中央军委作出八路军应派部队与新四军合力发展华中的部署。八路军第2纵队主力和苏鲁豫支队、陇海南进支队先后越陇海路南下，与新四军第6 支队合编为八路军第4、第5纵队。第4纵队执行向西防御任务。第5纵队执行向东发展任务。7月，新四军江南指挥部率主力北渡长江，改称苏北指挥部；10月在取得黄桥决战的胜利后，与南下支援的八路军第5纵队会师。11月17日，在江苏海安成立华中新四军八路军总指挥部(23日迁盐城)，叶挺任总指挥，陈毅任副总指挥并代理总指挥，中共中央中原局书记胡服任政治委员，统一指挥陇海路以南、长江以北的新四军和八路军部队。留在苏南的新四军第2支队领导机关，组建了新的江南指挥部。

## 新四军

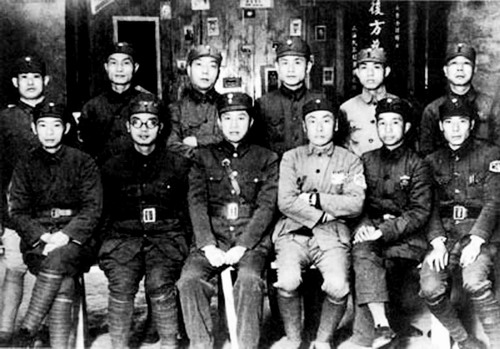
1940年，曾参加南昌起义的新四军干部在皖南合影。前排左起分别为周子昆、袁国平、叶挺、陈毅、粟裕、叶钦和，后排左三李一氓、左四黄序周

軍長葉挺，副軍長項英，參謀長張雲逸，副參謀長周子昆，政治部主任袁國平，副主任鄧子恢
- 教导总队

### 新1支队
司令员兼政治委员傅秋涛，副司令员赵凌波，副政治委员兼政治部主任江渭清，参谋长赵希仲，副参谋长吴泳湘。
- 第1团团长熊应堂，政治委员肖辉锡（后），参谋长王怀生。
- 新1团团长张铚秀，政治委员丁麟章，参谋长徐赞辉。

### 新2支队
司令员周桂生，政治委员黄火星，副司令员冯达飞，参谋长谢忠良，政治部主任钟德胜。
- 第3团：支队兼第三团领导机关。
- 新3团：团长熊梦辉，政治委员阙中一，参谋长杜剑秋、张日清（后），政治处主任阙中一（兼）。

### 新3支队
司令员张正坤，政治委员胡荣，参谋长黄序周，政治部主任吴奚如。
- 第5团：团长徐锦树，政治委员林开凤，参谋长梁金华，政治处主任何志远（代）。
- 军部特务团：团长刘别生，政治委员张闯初。[2]

### 江南指挥部
1940年7月原江南指挥部北上后，由苏南部队重新组建。皖南事变后改编为第二支队。指挥罗忠毅，政治委员廖海涛。
- 新3团：团长巫恒通，政治委员陈洪，参谋长熊兆仁，政治处主任彭冲。
- 第4团：团长黄玉庭，政治委员钟国楚，参谋长王胜，政治处主任王直。
- 独立第1团：团长王丰庆，政治委员陈洪（兼），副团长李俊重。
- 独立第2团：团长程维新，政治委员李复、罗福佑（后），副团长兼参谋长杨洪才。

### 江南人民抗日救国军东路指挥部
1939年5月，叶飞率新四军江南东进纵队进入苏南东路地区，即长江以南、常州以东，今苏州、无锡所辖各村镇，与当地的抗日武装合编为“江南抗日义勇军”，简称“江抗”，并成立东路工作委员会，统一领导苏南东路地区的党政军工作。1940年4月25日，谭震林化名林俊，任江南人民抗日救国军东路指挥部司令员兼政治委员兼政治部主任，在常熟徐市改编部队，副司令员何克希，参谋长张开荆，政治部副主任吴仲超、刘飞。创建了苏常太、澄锡虞抗日游击根据地。
- 第1支队（常熟“民抗”3个大队约400人）：支队长戴克林、教导员陈岳章。
- 第2支队（原“江抗”东路司令部部队）：支队长陈挺、教导员黄烽。
- 第3支队：支队长温玉成。

皖南事变后，新江抗改编为新四军第六师第十八旅。

### 江南人民抗日救国军西路指挥部
司令员梅光迪，副司令员韦永义。
- 第4支队：支队长朱长清。
- 第5支队：支队长薛惠民。

## 华中新四军、八路军总指挥部
总指挥叶挺，陈毅（代），政治委员刘少奇，副总指挥陈毅，参谋长赖传珠，政治部主任邓子恢。
- 抗日军政大学第五分校

### 苏北指挥部

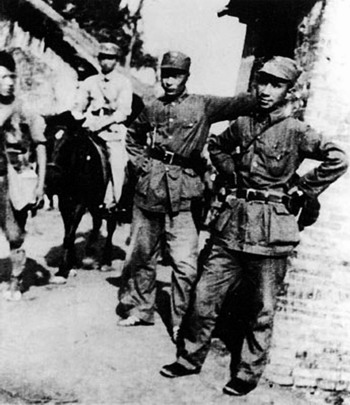
1940年，陈毅与粟裕在黄桥战役前夕

指挥兼政治委员陈毅，副指挥兼参谋长粟裕，政治部主任刘炎，副主任钟期光。
- 司令部
  - 参谋处：处长贺敏学、副处长吴肃
  - 副官处：处长俞炳辉
  - 供给处：处长罗湘涛、副处长孔峭凡
  - 卫生处：处长崔义田
  - 军法处：处长周林、副处长兰荣玉
- 政治部
  - 秘书长：谢云晖
  - 组织科：科长刘文学
  - 宣传科：科长张崇文、杨凯
  - 保卫科：科长周林
  - 民运科：科长彭柏山
  - 青年科：科长陈坚
- 战地服务团：团长朱克靖，副团长谢云晖
- 苏北军政干部学校：校长陈毅（兼）、副校长冯定、教育长贺敏学（兼）、副教育长谢云晖（兼）[3]

#### 第1纵队

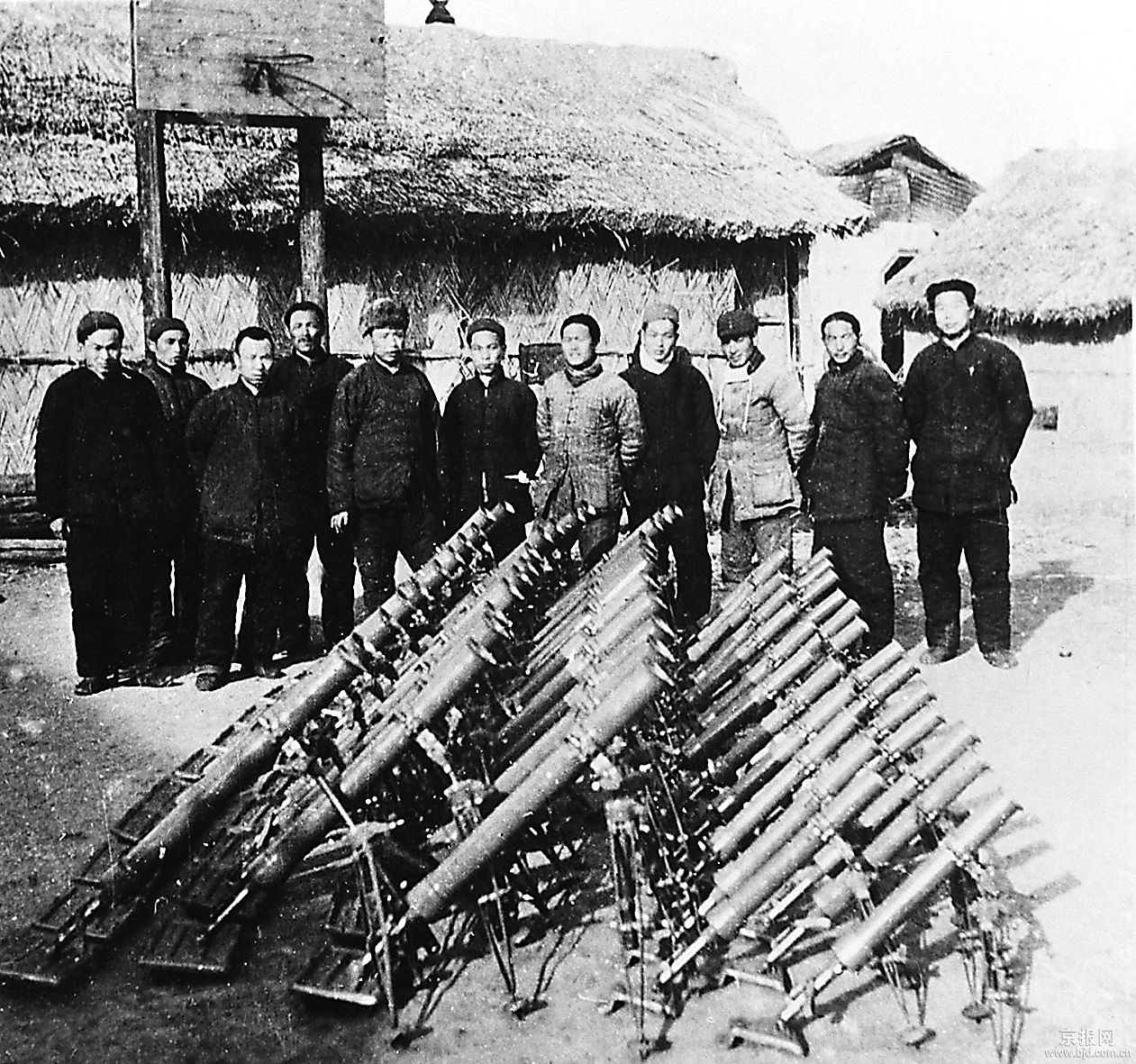
黄桥战役中新四军缴获的迫击炮

司令员兼政治委员叶飞，副司令员管文蔚，参谋长张藩，政治部主任吉洛。
- 第1团：团长兼政治委员乔信明、参谋长王萱春、政治处主任曾如清
- 第4团：团长邱玉权、廖政国（后）、政治委员刘文学、张潮夫（后）、参谋长刘亨云
- 第5团：团长王澄，政治委员彭德清，副团长谢中光，参谋长张宜友，政治处主任姚力

#### 第2纵队
司令员王必成，政治委员刘培善，参谋长杜屏，政治部主任陈时夫、副主任邓逸凡。
- 第2团：团长段焕竞，政治委员郭猛，参谋长张强生，政治处主任童炎生
- 第6团：团长池义彪，政治委员吴嘉民，参谋长柴荣生，政治处主任林胜国
- 第9团：团长徐绪奎、刘史明（后），政治委员罗维道，参谋长吴光明、刘史明（后），政治处主任吕平、贺桂华

#### 第3纵队
司令员陶勇，政治委员陶勇（兼）、刘先胜（后），副司令员陈玉生，参谋长张震东，政治部主任卢胜，副参谋长梅嘉生。
- 第3团：团长黄才胜，政治委员吴载文，副团长兼参谋长刘荣华，政治处主任蒋新生[4]
- 第7团：团长陈玉生、邱玉权（后），政治委员惠浴宇，副团长邱玉权，参谋长朱传保，政治处主任周文在。
- 第8团：团长姜茂生，政治委员邱相田，参谋长姜茂生（兼）、朱传保（后），政治处主任邱相田（兼）

### 江北指挥部
指挥张云逸，副指挥徐海东、罗炳辉，参谋长赖传珠（兼），政治部主任邓子恢（兼），副主任张劲夫。
- 司令部
  - 副官主任：伍大贵（代）
- 政治部
  - 组织科：科长张凯、副科长徐祥亨
  - 宣传科：科长王恨
  - 敌工科：科长陈麒
- 供给部：部长李仁骏、副部长胡弼亮
- 军医处：主任宫乃泉、政治委员何泽洲
- 江北军政干部学校：校长张复凯[5]、副校长徐祥亨、教育长谭祥坝、政治主任刘毓标

#### 第4支队
司令员张云逸（兼），代政治委员郑位三，副参谋长赵俊，政治部主任何伟。
- 第7团：团长秦贤安，政治委员徐世奎、徐海珊（后），参谋长樊执中，政治处主任邓少东[6]
- 第9团：团长詹化雨，政治委员高志荣，参谋长高坤，政治处主任吕清
- 第14团：团长李国弰、杜国平（后），政治委员徐海珊、李世焱（后），参谋长杨元山，政治处主任储精益、宋明
- 新8团：政治委员杨效春、副团长黄元庆[7]

#### 第5支队
司令员罗炳辉，政治委员郭述申，副司令员周骏鸣，参谋长冯文华，政治部主任方毅，副主任张劲夫、龙潜（后）。
- 第8团：团长王一平[8]、政治委员刘树藩，副团长饶守坤，政治处主任童浩生。
- 第10团：团长成钧、政治委员赵启民，参谋长宋文，政治处主任王敬群。

#### 江北游击纵队
司令员谭希林，政治委员孙仲德，参谋长桂蓬洲、朱绍清（后），副参谋长黄元庆，政治部主任王集成。
- 第1团：团长张翼翔，政治委员李世焱、邓少东（后）
- 第2团：团长刘龙奎，政治委员廖成美，副团长顾士多，政治处主任高立忠
- 新7团：团长余龙贵，政治委员余光茂、廖成美（后），政治处主任祁式潜

#### 津浦路东联防司令部
司令员杨梅生，政治委员刘顺元（后），副司令员林英坚，参谋长万载阳，政治处主任祝世风。
- 独立第1团：团长林英坚（兼），参谋长万载阳，政治处主任祝世风（兼）。
- 独立第2团：团长刘述刚，政治委员刘景胜，副参谋长漆承宏
- 独立第3团：团长杨淀豪，政治处主任王善甫
- 独立第4团：团长罗占云，副团长程启文，政治处主任汪少川

#### 津浦路西联防司令部
司令员梁从学。

### 豫鄂挺进纵队

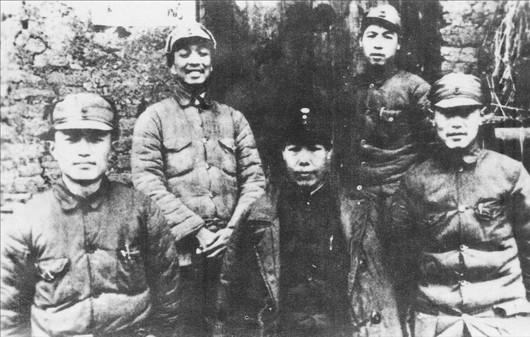
1940年春，豫鄂挺进纵队和豫鄂边区党委领导人在京山县大山头。前排左起：朱理治、陈少敏、李先念。后排左起：郑绍文、刘少卿。

司令员兼政治委员李先念，参谋长刘少卿，政治部主任任质斌、副主任王翰。
- 司令部
  - 参谋处：处长张体学
  - 军需处：主任杨文忠
  - 卫生处：处长栗秀珍
- 政治部
  - 敌工科：科长林滔
  - 锄奸科：科长李林中
  - 民运科：科长杨安平
  - 联络科：科长张执一
- 随营军事学校：校长李先念（兼）、政治委员黄春庭、副校长杜石公、政治部主任潘子明
- 黄冈独立团：团长吴林焕、易元鳌（后）、政治委员张体学[10]
- 河西独立团：团长毛恺、政治委员李守宪

#### 第一支队
司令员周志坚，政治委员方正平，副司令员兼参谋长黄霖，政治部主任栗在山、副主任夏农苔。
- 第1团：团长罗厚福、政治委员熊作芳、政治处主任廖毅
- 第2团：团长徐休祥、政治委员黄春庭、戈平（后）
- 第3团：团长王浴山、政治委员王友德、周志刚（后）
- 第4团：团长曹玉清、政治委员罗时初
- 第5团：团长蔡松荣、政治委员杨焕民

#### 第二支队
司令员杨经曲，政治委员郑绍文，副司令员兼参谋长王海山，政治部主任张执一。
- 第6团：团长郭仁泰、政治委员周志刚、副团长张划然、参谋长杨子仿、政治处主任谢寿、林滔（后）
- 第7团：团长冯仁恩、政治委员余孝礼
- 第8团：团长张明道、政治委员李潜林
- 第9团：团长吴林焕、政治委员李人林
- 第10团：团长黄人杰、政治委员黄春庭、参谋长谭执政、政治处主任顾循
- 第11团：团长杨瀛、政治委员娄光琦、黄得金（后）[11]

### 八路军第四纵队

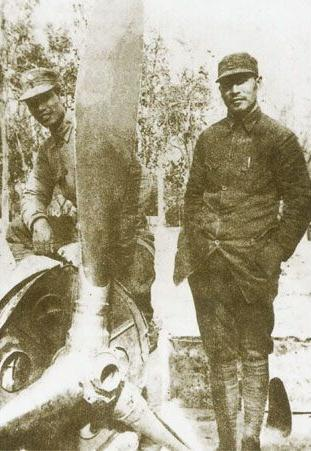
1940年，彭雪枫与张震在板桥集战斗中被击落的日军飞机残骸前留影

1939年，由第二纵队南下部队344旅、新编第2旅与新四军第六支队合编后重组为八路军第四纵队。司令员兼政治委员彭雪枫，参谋长张震，政治部主任肖望东。1941年初，改编为新四军第四师。
下属抗日军政大学第4分校，校长兼政委彭雪枫。
- 直属特务团：团长程致远，政委蔡文福
- 直属独立团

- 第4旅，旅长刘震、政治委员康志强
  - 第11团：团长盛世坤，政委朱世金
  - 第12团：团长王德荣，政委王德贵

- 第5旅，旅长滕海清、政治委员孔石泉
  - 第13团：团长张太生，政委张太生
  - 第14团：团长姚运良，政委黎同新

- 第6旅，旅长谭友林（饶子健代理）、政治委员赖毅、副旅长吴信容
  - 第16团：团长张永远，政委李廷杰
  - 第17团：团长刘子仁[12]
  - 第18团：团长吴信容[12]（兼）、寿松涛（后），政委蔡永

- 豫皖苏边区保安司令部：司令耿蕴斋[12]
  - 肖县独立团
  - 永城独立团
  - 睢杞独立团

### 八路军第五纵队

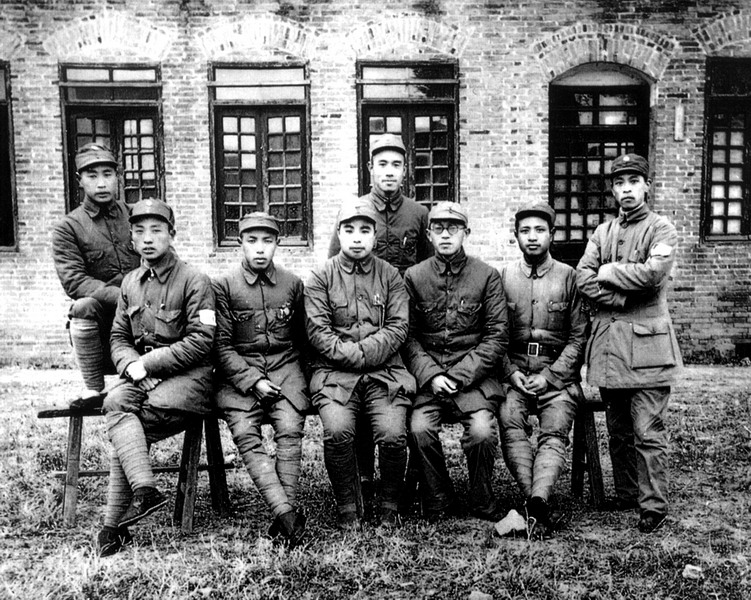
1940年，八路军第五纵队司令员兼政委黄克诚（前排右三）同其他干部合影

第五纵队司令员兼政治委员黄克诚、参谋长韩振纪、政治部主任吴法宪、副主任邓逸凡。1940年6月，该部队由344旅687团、第四纵队第二旅与皖东北的苏鲁豫支队、陇海南进支队、第四总队合编。1941年初，改为新四军第三师。

#### 第一支队
- 第一支队：司令员彭明治、政治委员朱涤新、政治部主任吴法宪。1940年8月，由苏鲁豫支队改称，仍用原番号，同年10月10日，改称教导第1旅，归建115师。
  - 第1团：团长胡炳云，政委田维扬，参谋长颜立荣，政治处主任王东保
    - 第一营：营长刘治国，教导员宋维栻
    - 第二营：营长周良贵，教导员杨忠堂
    - 第三营：营长张万春，教导员石瑛
    - 独立营：营长王业奎，教导员丁光辉

  - 第2团：团长周长胜，政委冯志祥，参谋长楚牒华，政治处主任邱子明
  - 第3团：团长俞增林，副团长王良太

#### 第二支队

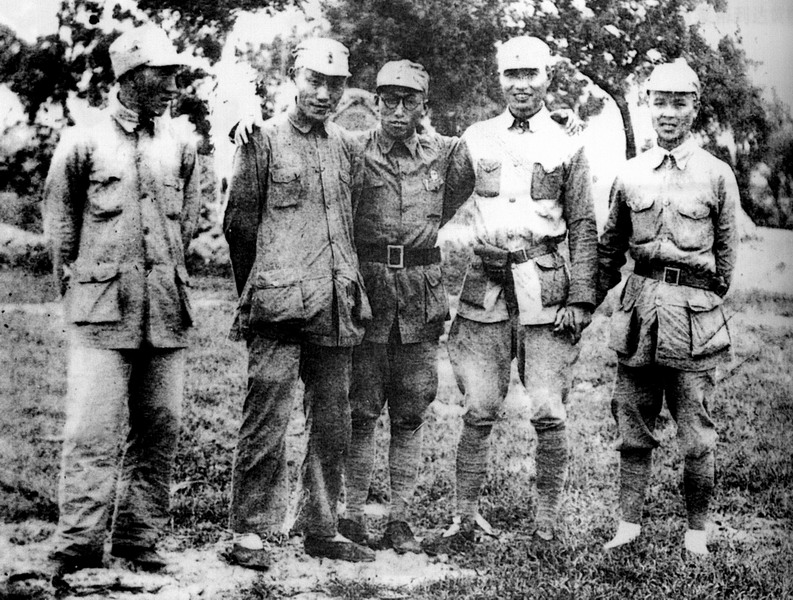
1940年7月，八路军第五纵队部分将领于皖东北合影。图从左依次为韩振纪、刘瑞龙、田守尧、张爱萍、韦国清

- 第二支队：司令员田守尧、政治委员吴信泉，副司令常玉清，政治部主任李雪三
  - 第5团：团长覃健，政委贺大增
  - 第6团：团长胡继成，政委鲍启祥
  - 第10团：团长张天云，政委张池明

#### 第三支队
- 第三支队：司令员张爱萍、政治委员韦国清，副司令孙象涵，参谋长杨志雅，政治部主任张震球，政治部副主任张震寰
  - 第7团：团长孙象涵，政委李浩然
  - 第8团：团长翁叙文，政委谢锡玉
  - 第9团：团长赵汇川，政委蒋明
  - 泗阳独立团：团长夏如海，政委孟亚人

- 皖东北保安司令部，司令员张爱萍（兼）
  - 宿县独立团